# Aïssata Sankara
Aïssata Sankara née à San-Pédro en Côte d’Ivoire, est une journaliste burkinabè. Elle est rédactrice en chef de la chaîne de télévision BF1.

## Biographie
Aïssata Sankara fait ses études secondaires au lycée Marien Ngouabi de Ouagadougou, où elle obtient son baccalauréat série A4. Elle suit ensuite une formation de JRI au Maroc, complétée par des formations courtes en France et au Brésil, ainsi qu'un stage aux États-Unis.
En 2006, elle commence sa carrière à Canal 3, où elle gravit rapidement les échelons, passant d'assistante-programme à présentatrice du journal télévisé. En 2013, elle rejoint BF1 en tant que rédactrice en chef,.
Elle devient journaliste indépendante en 2015 et, à partir de 2017, commence une activité de formatrice avec CFI (Agence française de développement médias) et l’UNALAFA (l’union nationale de l’audio-visuel libre du Faso).

## Distinction
- 2014 : Lauréate du prix de la meilleure journaliste, décerné par le Centre national de presse Norbert Zongo, à l’occasion de la journée nationale de la presse[4],[3].